# Altiphylax tokobajevi
Altiphylax tokobajevi е вид влечуго от семейство Геконови (Gekkonidae). Видът е незастрашен от изчезване.

## Разпространение
Разпространен е в Киргизстан.